# Camponotus mutilatus
Camponotus mutilatus är en myrart som först beskrevs av Smith 1859.  Camponotus mutilatus ingår i släktet hästmyror, och familjen myror.

## Underarter
Arten delas in i följande underarter:
- C. m. luteiventris
- C. m. mutilatus